# كارل غوتليب
كارل غوتليب (بالإنجليزية: Carl Gottlieb)‏ مواليد 18 مارس 1938 في نيويورك، نيويورك، الولايات المتحدة، هو ممثل وكوميدي وكاتب سيناريو أمريكي كما أنه من الفائزين بجائزة إيمي حيث فاز بجائزة الإيمي برايم تايم.

## الأعمال
- ماش
- الفك المفترس

## روابط خارجية
- كارل غوتليب على موقع IMDb (الإنجليزية)
- كارل غوتليب على موقع ألو سيني (الفرنسية)
- كارل غوتليب على موقع أول موفي (الإنجليزية)
- كارل غوتليب على موقع قاعدة بيانات الأفلام السويدية (السويدية)
- كارل غوتليب على موقع ديسكوغز (الإنجليزية)
- كارل غوتليب على موقع قاعدة بيانات الفيلم (الإنجليزية)
- كارل غوتليب على موقع كينوبويسك (الروسية)